# Campionato Italiano Gran Turismo 2018
Il Campionato Italiano Gran Turismo 2018 è stata la sedicesima edizione del Campionato Italiano Gran Turismo (in inglese Italian GT Championship). Ha avuto inizio il 29 aprile sul circuito di Imola e si è conclusa il 28 ottobre in quel di Monza, dopo 14 gare suddivise in 7 tappe.

## Novità
Questa stagione ha visto il ritorno in calendario di una tappa fuori dal territorio nazionale, la seconda tappa del campionato si è svolta infatti sul circuito francese di Le Castellet.
Altre novità riguardano le categorie, le preesistenti categorie GT3 (Super GT3 Pro, Super GT3, GT3) sono state riorganizzate in GT3 (PRO), GT3 PRO/AM, GT3 AM e GT3 Light. La categoria GTS è stata sostituita dalla GT4.
Inoltre, Panta è subentrata a Magigas nella fornitura unica dei carburanti per tutte le categorie del campionato.

## Calendario
| Gara | Gara | Circuito                              | Data        | Pole Position        | Giro Veloce          | Piloti vincitori                 | Team vincitore         | Vettura vincitrice      |
| ---- | ---- | ------------------------------------- | ----------- | -------------------- | -------------------- | -------------------------------- | ---------------------- | ----------------------- |
| 1    | R1   | Autodromo Enzo e Dino Ferrari         | 28 aprile   | Giancarlo Fisichella | Lorenzo Veglia       | Giancarlo Fisichella Stefano Gai | Scuderia Baldini 27    | Ferrari 488 GT3 EVO     |
| 1    | R2   | Autodromo Enzo e Dino Ferrari         | 29 aprile   | Bar Baruch           | Giancarlo Fisichella | Bar Baruch Marcel Fässler        | Audi Sport Italia      | Audi R8 LMS ultra       |
| 2    | R1   | Circuito Paul Ricard                  | 12 maggio   | Daniel Mancinelli    | Giancarlo Fisichella | Daniel Mancinelli Andrea Fontana | Easy Race              | Ferrari 488 GT3         |
| 2    | R2   | Circuito Paul Ricard                  | 13 maggio   | Daniel Zampieri      | Giacomo Barri        | Giacomo Barri Andrea Palma       | Petri Corse Motorsport | Lamborghini Huracán GT3 |
| 3    | R1   | Misano World Circuit Marco Simoncelli | 16 giugno   | Jamie Green          | Daniel Zampieri      | Jamie Green Bar Baruch           | Audi Sport Italia      | Audi R8 LMS ultra       |
| 3    | R2   | Misano World Circuit Marco Simoncelli | 17 giugno   | Daniel Mancinelli    | Giacomo Altoè        | Daniel Zampieri Giacomo Altoè    | Antonelli Motorsport   | Lamborghini Huracán GT3 |
| 4    | R1   | Autodromo internazionale del Mugello  | 14 luglio   | Jesse Krohn          | Stefano Comandini    | Stefano Comandini Jesse Krohn    | BMW Padova Team        | BMW M6 GT3              |
| 4    | R2   | Autodromo internazionale del Mugello  | 15 luglio   | Daniel Zampieri      | Daniel Mancinelli    | Giancarlo Fisichella Stefano Gai | Scuderia Baldini 27    | Ferrari 488 GT3 EVO     |
| 5    | R1   | Autodromo di Vallelunga               | 8 settembre | Giacomo Altoè        | Daniel Zampieri      | Daniel Zampieri Giacomo Altoè    | Antonelli Motorsport   | Lamborghini Huracán GT3 |
| 5    | R2   | Autodromo di Vallelunga               | 9 settembre | Daniel Zampieri      | Daniel Zampieri      | Giancarlo Fisichella Stefano Gai | Scuderia Baldini 27    | Ferrari 488 GT3 EVO     |
| 6    | R1   | Autodromo nazionale di Monza          | 6 ottobre   | Stefano Gai          | Giacomo Altoè        | Bar Baruch Mattia Drudi          | Audi Sport Italia      | Audi R8 LMS ultra       |
| 6    | R2   | Autodromo nazionale di Monza          | 7 ottobre   | Giancarlo Fisichella | Loris Spinelli       | Daniel Zampieri Giacomo Altoè    | Antonelli Motorsport   | Lamborghini Huracán GT3 |
| 7    | R1   | Autodromo internazionale del Mugello  | 27 ottobre  | Daniel Zampieri      | Liang JiaTong        | Giancarlo Fisichella Stefano Gai | Scuderia Baldini 27    | Ferrari 488 GT3 EVO     |
| 7    | R2   | Autodromo internazionale del Mugello  | 28 ottobre  | Giacomo Altoè        | Mirko Bortolotti     | Bar Baruch Benoît Tréluyer       | Audi Sport Italia      | Audi R8 LMS ultra       |

## Scuderie e piloti
| Team                            | Vettura                         | No.                             | Pilota                          | Round                           | Note                            |
| GT3 (PRO) - GT3 PRO/AM - GT3 AM | GT3 (PRO) - GT3 PRO/AM - GT3 AM | GT3 (PRO) - GT3 PRO/AM - GT3 AM | GT3 (PRO) - GT3 PRO/AM - GT3 AM | GT3 (PRO) - GT3 PRO/AM - GT3 AM | GT3 (PRO) - GT3 PRO/AM - GT3 AM |
| ------------------------------- | ------------------------------- | ------------------------------- | ------------------------------- | ------------------------------- | ------------------------------- |
| AF Corse                        | Ferrari 488 GT3                 | 71                              | Christopher Froggatt            | 6                               | [ 4 ]                           |
| AF Corse                        | Ferrari 488 GT3                 | 71                              | John Sawbridge                  | 6                               | [ 4 ]                           |
| Antonelli Motorsport            | Lamborghini Huracán GT3         | 19                              | Martin Vedel                    | 1-5                             | [ 6 ]                           |
| Antonelli Motorsport            | Lamborghini Huracán GT3         | 19                              | Lorenzo Veglia                  | Tutti                           | [ 6 ]                           |
| Antonelli Motorsport            | Lamborghini Huracán GT3         | 19                              | Loris Spinelli                  | 6-7                             | [ 4 ]                           |
| Antonelli Motorsport            | Lamborghini Huracán GT3         | 63                              | Giacomo Altoè                   | Tutti                           | [ 6 ]                           |
| Antonelli Motorsport            | Lamborghini Huracán GT3         | 63                              | Daniel Zampieri                 | Tutti                           | [ 6 ]                           |
| Audi Sport Italia               | Audi R8 LMS ultra               | 7                               | Bar Baruch                      | Tutti                           | [ 8 ]                           |
| Audi Sport Italia               | Audi R8 LMS ultra               | 7                               | Marcel Fässler                  | 1, 4                            | [ 6 ] [ 9 ]                     |
| Audi Sport Italia               | Audi R8 LMS ultra               | 7                               | Benoît Tréluyer                 | 2, 7                            | [ 10 ]                          |
| Audi Sport Italia               | Audi R8 LMS ultra               | 7                               | Jamie Green                     | 3                               | [ 11 ]                          |
| Audi Sport Italia               | Audi R8 LMS ultra               | 7                               | Mattia Drudi                    | 5-6                             | [ 12 ]                          |
| BMW Padova Team                 | BMW M6 GT3                      | 15                              | Alberto Cerqui                  | 1                               | [ 6 ]                           |
| BMW Padova Team                 | BMW M6 GT3                      | 15                              | Stefano Comandini               | 1, 3-7                          | [ 3 ]                           |
| BMW Padova Team                 | BMW M6 GT3                      | 15                              | Bruno Spengler                  | 3                               | [ 11 ]                          |
| BMW Padova Team                 | BMW M6 GT3                      | 15                              | Jesse Krohn                     | 4                               | [ 9 ]                           |
| BMW Padova Team                 | BMW M6 GT3                      | 15                              | Max Koebolt                     | 5-7                             | [ 12 ]                          |
| Easy Race                       | Ferrari 488 GT3                 | 3                               | Andrea Fontana                  | 1-6                             | [ 6 ]                           |
| Easy Race                       | Ferrari 488 GT3                 | 3                               | Daniel Mancinelli               | 1-6                             | [ 6 ]                           |
| Ebimotors                       | Lamborghini Huracán GT3         | 44                              | Sabino De Castro                | 1, 4, 7                         | [ 3 ] [ 9 ]                     |
| Ebimotors                       | Lamborghini Huracán GT3         | 44                              | Gianluigi Piccioli              | 1, 4, 7                         | [ 3 ] [ 9 ]                     |
| Imperiale Racing                | Lamborghini Huracán GT3         | 16                              | Giovanni Venturini              | 4                               | [ 9 ]                           |
| Imperiale Racing                | Lamborghini Huracán GT3         | 16                              | Vito Postiglione                | 4-7                             | [ 9 ]                           |
| Imperiale Racing                | Lamborghini Huracán GT3         | 16                              | Franck Perera                   | 5                               | [ 12 ]                          |
| Imperiale Racing                | Lamborghini Huracán GT3         | 16                              | Karol Basz                      | 6-7                             | [ 4 ]                           |
| Imperiale Racing                | Lamborghini Huracán GT3         | 26                              | Raffaele Giammaria              | 7                               | [ 9 ]                           |
| Imperiale Racing                | Lamborghini Huracán GT3         | 26                              | Mirko Bortolotti                | 7                               | [ 14 ]                          |
| Imperiale Racing                | Lamborghini Huracán GT3         | 36                              | Liang JiaTong                   | 4-7                             | [ 9 ]                           |
| Imperiale Racing                | Lamborghini Huracán GT3         | 36                              | Raffaele Giammaria              | 4-6                             | [ 9 ]                           |
| Imperiale Racing                | Lamborghini Huracán GT3         | 36                              | Marco Mapelli                   | 7                               | [ 14 ]                          |
| Petri Corse Motorsport          | Bentley Continental GT3         | 8                               | Alex Caffi                      | 4                               | [ 16 ]                          |
| Petri Corse Motorsport          | Bentley Continental GT3         | 8                               | Nicola Larini                   | 4                               | [ 16 ]                          |
| Petri Corse Motorsport          | Lamborghini Huracán GT3         | 23                              | Giacomo Barri                   | 1-4                             | [ 15 ]                          |
| Petri Corse Motorsport          | Lamborghini Huracán GT3         | 23                              | Andrea Palma                    | 1-4                             | [ 15 ]                          |
| Scuderia Baldini 27             | Ferrari 488 GT3 EVO             | 27                              | Giancarlo Fisichella            | 1- 2, 4-7                       | [ 17 ] [ 18 ]                   |
| Scuderia Baldini 27             | Ferrari 488 GT3 EVO             | 27                              | Stefano Gai                     | Tutti                           | [ 19 ]                          |
| Scuderia Baldini 27             | Ferrari 488 GT3 EVO             | 27                              | Michele Rugolo                  | 3                               | [ 11 ]                          |
| Scuderia Baldini 27             | Ferrari 488 GT3 EVO             | 72                              | Antonio Fuoco                   | 5                               | [ 12 ]                          |
| Scuderia Baldini 27             | Ferrari 488 GT3 EVO             | 72                              | Eddie Cheever III               | 5                               | [ 12 ]                          |
| SVC Sport Management            | Lamborghini Huracán GT3         | 8                               | Cedric Mezard                   | 2                               | [ 10 ]                          |
| SVC Sport Management            | Lamborghini Huracán GT3         | 8                               | Steeve Hiesse                   | 2                               | [ 10 ]                          |
| GT3 Light                       |                                 |                                 |                                 |                                 |                                 |
| AF Corse                        | Ferrari 458 GT3                 | 91                              | Simon Mann                      | 6                               | [ 4 ]                           |
| AF Corse                        | Ferrari 458 GT3                 | 91                              | Matteo Cressoni                 | 6                               | [ 4 ]                           |
| Composit Motorsport             | Ferrari 458 GT3                 | 82                              | Maurizio Ceresoli               | 5                               | [ 12 ]                          |
| Composit Motorsport             | Ferrari 458 GT3                 | 82                              | Satoshi Tanaka                  | 5                               | [ 12 ]                          |
| Easy Race                       | Ferrari 458 GT3                 | 81                              | Marco Magli                     | 1, 3                            | [ 3 ] [ 6 ]                     |
| Easy Race                       | Ferrari 458 GT3                 | 81                              | Matteo Davenia                  | 6                               | [ 4 ]                           |
| Nova Race                       | Audi R8 LMS                     | 98                              | Matteo Cressoni                 | 1, 3                            | [ 6 ]                           |
| Nova Race                       | Audi R8 LMS                     | 98                              | Luca Magnoni                    | 1-3, 6                          | [ 6 ]                           |
| Nova Race                       | Audi R8 LMS                     | 98                              | Enrico Garbelli                 | 2                               | [ 20 ]                          |
| Nova Race                       | Audi R8 LMS                     | 98                              | Alessandro Marchetti            | 6                               | [ 4 ]                           |
| Super GT Cup                    |                                 |                                 |                                 |                                 |                                 |
| Antonelli Motorsport            | Lamborghini Huracán             | 102                             | Pietro Perolini                 | 1, 3-4, 6-7                     | [ 21 ]                          |
| Antonelli Motorsport            | Lamborghini Huracán             | 102                             | Alain Valente                   | 1, 3-4                          | [ 6 ]                           |
| Antonelli Motorsport            | Lamborghini Huracán             | 103                             | Marco Cenedese                  | 1, 3-4, 6                       | [ 6 ]                           |
| Antonelli Motorsport            | Lamborghini Huracán             | 103                             | Alessandro Perullo              | 1                               | [ 22 ]                          |
| Antonelli Motorsport            | Lamborghini Huracán             | 103                             | Simone Sartori                  | 3, 7                            | [ 11 ]                          |
| Antonelli Motorsport            | Lamborghini Huracán             | 103                             | Kikko Galbiati                  | 4, 6                            | [ 9 ]                           |
| Antonelli Motorsport            | Lamborghini Huracán             | 103                             | Gianni Di Fant                  | 7                               | [ 14 ]                          |
| Antonelli Motorsport            | Lamborghini Huracán             | 104                             | Pierluigi Alessandri            | 3                               | [ 11 ]                          |
| Bonaldi Motorsport              | Lamborghini Huracán             | 132                             | Xu Xu                           | 6                               | [ 4 ]                           |
| Bonaldi Motorsport              | Lamborghini Huracán             | 132                             | Miloš Pavlović                  | 6                               | [ 4 ]                           |
| GT Cup                          |                                 |                                 |                                 |                                 |                                 |
| Island Motorsport               | Porsche 997 GT3 Cup             | 163                             | "Apache Jr" (Michele Merendino) | 1-3                             | [ 6 ] [ 22 ]                    |
| Island Motorsport               | Porsche 997 GT3 Cup             | 163                             | Davide di Benedetto             | Tutti                           | [ 6 ]                           |
| Island Motorsport               | Porsche 997 GT3 Cup             | 163                             | Mimmo Guagliardo                | 4                               | [ 9 ]                           |
| Island Motorsport               | Porsche 997 GT3 Cup             | 163                             | Vincenzo Sauto                  | 7                               | [ 14 ]                          |
| Island Motorsport               | Porsche 991 GT3 Cup             | 164                             | Michele Merendino               | 7                               | [ 14 ]                          |
| Island Motorsport               | Porsche 991 GT3 Cup             | 164                             | Jovan Lazarevic                 | 7                               | [ 14 ]                          |
| Ebimotors                       | Porsche 991 GT3 Cup             | 169                             | Francesco La Mazza              | 1, 3-7                          | [ 23 ]                          |
| Ebimotors                       | Porsche 991 GT3 Cup             | 169                             | Giuseppe Nicolosi               | 1, 3-5, 7                       | [ 23 ]                          |
| Ebimotors                       | Porsche 991 GT3 Cup             | 169                             | Luciano Linossi                 | 6                               | [ 4 ]                           |
| Eugenio Pisani                  | Porsche 997 GT3 Cup My 12       | 176                             | Eugenio Pisani                  | Tutti                           | [ 3 ]                           |
| Eugenio Pisani                  | Porsche 997 GT3 Cup My 12       | 176                             | Vincenzo Sauto                  | 1-6                             | [ 3 ]                           |
| GT4                             |                                 |                                 |                                 |                                 |                                 |
| Nova Race                       | Ginetta G55                     | 206                             | Matteo Cressoni                 | 1, 3                            | [ 6 ] [ 11 ]                    |
| Nova Race                       | Ginetta G55                     | 206                             | Luca Magnoni                    | 1-3                             | [ 6 ]                           |
| Nova Race                       | Ginetta G55                     | 206                             | Enrico Garbelli                 | 2                               | [ 20 ]                          |
| Nova Race                       | Ginetta G55                     | 207                             | Henri Kauppi                    | 1-3                             | [ 6 ]                           |
| Nova Race                       | Ginetta G55                     | 207                             | Alessandro Marchetti            | 1-3                             | [ 3 ]                           |

## Classifiche
I punti sono assegnati secondo lo schema:
| Posizione | 1  | 2  | 3  | 4 | 5 | 6 | 7 | 8 | 9 | 10 |
| --------- | -- | -- | -- | - | - | - | - | - | - | -- |
| Punti     | 20 | 15 | 12 | 8 | 7 | 5 | 4 | 3 | 2 | 1  |

### Piloti

#### Super GT Cup
| Pos              | Pilota               | IMO | IMO | LEC | LEC | MIS | MIS | MUG | MUG | VAL | VAL | MNZ | MNZ | MUG | MUG | Punti | Punti validi |
| ---------------- | -------------------- | --- | --- | --- | --- | --- | --- | --- | --- | --- | --- | --- | --- | --- | --- | ----- | ------------ |
| 1                | Pietro Perolini      | 7   | 8   |     |     | 7   | 9   | 12  | 11  |     |     | 9   | 10  | 9   | 9   | 185   | 185          |
| 2                | Marco Cenedese       | Rit | 14  |     |     | 10  | 12  | 11  | 10  |     |     | 14  | 8   |     |     | 111   | 111          |
| 3                | Alain Valente        | 7   | 8   |     |     | 7   | 9   | 12  | 11  |     |     |     |     |     |     | 110   | 110          |
| 4                | Kikko Galbiati       |     |     |     |     |     |     | 11  | 10  |     |     | 14  | 8   |     |     | 72    | 72           |
| 5                | Simone Sartori       |     |     |     |     | 10  | 12  |     |     |     |     |     |     | 11  | 12  | 54    | 54           |
| 6                | Pierluigi Alessandri |     |     |     |     | 8   | 11  |     |     |     |     |     |     |     |     | 30    | 30           |
| 6                | Gianni Di Fant       |     |     |     |     |     |     |     |     |     |     |     |     | 11  | 12  | 30    | 30           |
| 8                | Miloš Pavlović       |     |     |     |     |     |     |     |     |     |     | 13  | 11  |     |     | 27    | 27           |
| 8                | Xu Xu                |     |     |     |     |     |     |     |     |     |     | 13  | 11  |     |     | 27    | 27           |
| 10               | Alessandro Perullo   | Rit | 14  |     |     |     |     |     |     |     |     |     |     |     |     | 15    | 15           |
| Legenda - Fonte: |                      |     |     |     |     |     |     |     |     |     |     |     |     |     |     |       |              |

#### GT Cup
| Pos              | Pilota              | IMO | IMO | LEC | LEC | MIS | MIS | MUG | MUG | VAL | VAL | MNZ | MNZ | MUG | MUG | Punti | Punti validi |
| ---------------- | ------------------- | --- | --- | --- | --- | --- | --- | --- | --- | --- | --- | --- | --- | --- | --- | ----- | ------------ |
| 1                | Davide di Benedetto | 9   | 9   | 12  | 9   | 9   | 13  | Rit | 15  | 9   | 10  | 11  | 14  | 12  | 11  | 232   | 220          |
| 2                | Vincenzo Sauto      | Rit | 13  | 8   | 8   | 11  | 14  | 13  | 13  | 12  | 12  | Rit | 15  | 12  | 11  | 194   | 194          |
| 3                | Eugenio Pisani      | Rit | 13  | 8   | 8   | 11  | 14  | 13  | 13  | 12  | 12  | Rit | 15  | 14  | 15  | 180   | 180          |
| 4                | Michele Merendino   | 9   | 9   | 12  | 9   | 9   | 13  |     |     |     |     |     |     | 10  | 10  | 150   | 150          |
| 5                | Francesco La Mazza  | 10  | 10  |     |     | 12  | 15  | 14  | 14  | 10  | Rit | 12  | 16  | 13  | 13  | 150   | 150          |
| 6                | Giuseppe Nicolosi   | 10  | 10  |     |     | 12  | 15  | 14  | 14  | 10  | Rit |     |     | 13  | 13  | 123   | 123          |
| 7                | Jovan Lazarevic     |     |     |     |     |     |     |     |     |     |     |     |     | 10  | 10  | 40    | 40           |
| 8                | Luciano Linossi     |     |     |     |     |     |     |     |     |     |     | 12  | 16  |     |     | 27    | 27           |
| 9                | Domenico Guagliardo |     |     |     |     |     |     | Rit | 15  |     |     |     |     |     |     | 12    | 12           |
| Legenda - Fonte: |                     |     |     |     |     |     |     |     |     |     |     |     |     |     |     |       |              |

#### GT4
| Pos              | Pilota               | IMO | IMO | LEC | LEC | MIS | MIS | MUG | MUG | VAL | VAL | MNZ | MNZ | MUG | MUG | Punti | Punti validi |
| ---------------- | -------------------- | --- | --- | --- | --- | --- | --- | --- | --- | --- | --- | --- | --- | --- | --- | ----- | ------------ |
| 1                | Luca Magnoni         | 11  | 11  | 11  | 10  | 13  | 16  |     |     |     |     |     |     |     |     | 115   | 115          |
| 2                | Alessandro Marchetti | 12  | 12  | 10  | 11  | 14  | 17  |     |     |     |     |     |     |     |     | 95    | 95           |
| 2                | Henri Kauppi         | 12  | 12  | 10  | 11  | 14  | 17  |     |     |     |     |     |     |     |     | 95    | 95           |
| 4                | Matteo Cressoni      | 11  | 11  |     |     | 13  | 16  |     |     |     |     |     |     |     |     | 80    | 80           |
| 5                | Enrico Garbelli      |     |     | 11  | 10  |     |     |     |     |     |     |     |     |     |     | 35    | 35           |
| Legenda - Fonte: |                      |     |     |     |     |     |     |     |     |     |     |     |     |     |     |       |              |